# Acteocina cerealis
Acteocina cerealis is een slakkensoort uit de familie van de Tornatinidae. De wetenschappelijke naam van de soort is voor het eerst geldig gepubliceerd in 1853 door Gould.